# ۲۰۱۲ تی‌سی ۴
۲۰۱۲ تی‌سی ۴ (انگلیسی: 2012 TC4) یک سیارک کوچک است که بعنوان یک شی نزدیک به زمین در گروه آپولو طبقه‌بندی شده‌است.
این سیارک با اندازه بین ۱۰ تا ۳۰ متر، هر ۶۰۹ روز یکبار دور خورشید می‌چرخد و هر ۱۲٫۲ دقیقه نیز یکبار به دور خود می‌چرخد.

## عبور از کنار زمین
اجرام کوچکی مانند این سیارک با هر بار عبور از کنار زمین و اثر گرانشی زمین بر آن مدار آن تغییر کرده و دایره مداری آن بزرگتر می‌شود. همین مسئله تغییر مداری، لزوم بررسی و پایش مداریهای بیشتر این اجرام را یادآور می‌شود.
بر اساس پارامترهای محاسبه شده در سال ۲۰۱۲ (در زمان کشف این سیارک) احتمال برخورد سیارک در ۲۰ مهر ۱۳۹۶ با زمین صفر بوده و البته این احتمال در ۱۰۰ سال آینده به یک در ۶۳۰ که باز هم درصد پایینی است خواهد رسید.
در صورت برخورد، سیارک چندان بزرگی نیست که از آن بعنوان نابودکننده زمین یاد شود. اندازه سیارکی که در سال ۲۰۱۳ بر فراز روسیه بدون اخطار قبلی ظاهر و در آسمان منفجر شد هم در حد همین سیارک بود.
هزاران عدد از سیارکهای مشابه بدور خورشید در گردش هستند که هر کدام می‌توانند بصدا درآورنده اعلام خطر برای زمین باشند.
کشف و رصد دقیق این اجرام به تعداد بیشتری از تلسکوپهای درگیر احتیاج دارد و نقش ستاره شناسان آماتور هم در این میان نباید فراموش شود.
پروژه‌هایی بین‌المللی توسط علاقه‌مندان کشف سیارکی در در جریان است به توجه بیشتری احتیاج دارند.

### عبور ۲۰۱۲ میلادی
با عبور این سیارک از کنار زمین کشف گردید

### عبور ۲۰۱۷ میلادی
این سیارک در تاریخ پنجشنبه ۲۰ مهرماه ۱۳۹۶ (ساعت ۵:۴۲ زمان بین‌المللی) از فاصله ۴۹۰۰۰ کیلومتری زمین عبور کرد. احتمال برخورد سیارک در ۲۰ مهر ۱۳۹۶ با زمین صفر بوده‌است.
این سیارک در زمان حداقل فاصله و در بیشترین نورانیت حدوداً با قدر ظاهری بین ۱۲ تا ۱۳ مشاهده شده‌است. (دیدن با تلسکوپی با قطر حداقل ۸ اینچ). این سیارک از ایران قابل رویت نبود.
این سیارک که با سرعتی در حدود ۷ کیلومتر در ثانیه از کنار زمین عبور کرد و ۱۴ ساعت بعد از عبور از نزدیکی زمین، از فاصله ۲۷۷۰۰۰ کیلومتری ماه عبور کرد.
مسیر عبور سیارک بر فراز مناطقی از نیمکره جنوبی زمین از فاصله حدود ۵۰ هزار کیلومتری بود.

### عبور ۲۰۵۰ میلادی
این سیارک در سال ۲۰۵۰ هم یکبار دیگر از کنار زمین عبور خواهد کرد و در نتیجه اثر گرانشی زمین، مدار سیارک تغییراتی خواهد کرد.

### عبور ۲۰۷۹ میلادی
این سیارک در سال ۲۰۵۰ هم یکبار دیگر از کنار زمین عبور خواهد کرد و این عبور، در نتیجه اثر گرانشی زمین بر مدار سیارک، احتمال برخورد در نزدیکی بعدی در سال ۲۰۷۹ را به عدد نسبتاً قابل توجه ۱ در ۷۵۰ خواهد رساند.